# David Hight

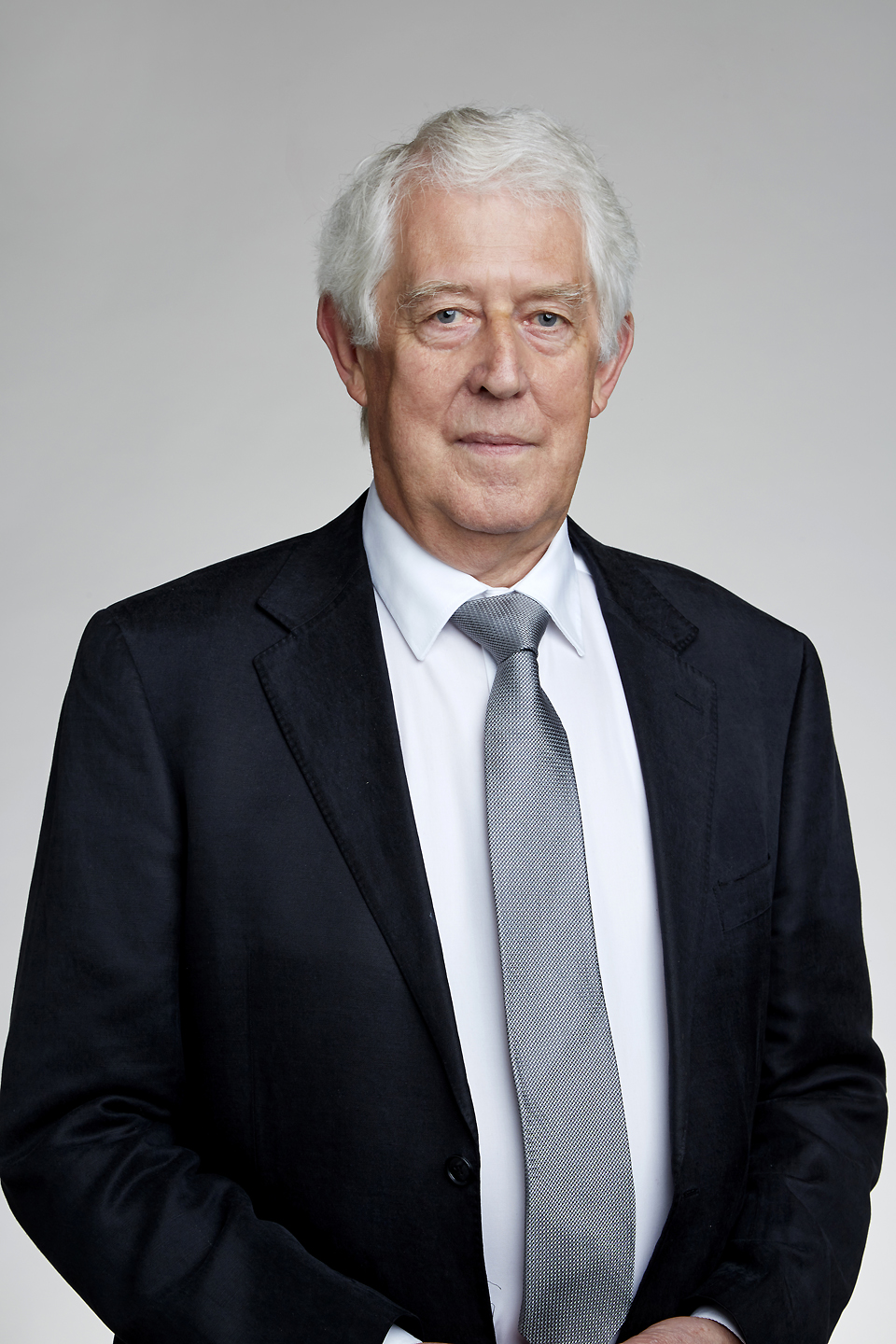
David Hight

David W. Hight (* 1943) ist ein britischer Bauingenieur (Geotechnik).
Hight studierte am Imperial College in London (Bachelor 1965, Master-Abschluss 1971), wo er 1983 promoviert wurde. Von 1965 bis 1975 war er Bauingenieur bei Scott, Wilson, Kirkpatrick and Partners (sowohl im konstruktiven Ingenieurbau als auch in Geotechnik). Von 1975 bis 1978 war er Research Fellow am Imperial College, wo er von 1978 bis 1983 Lecturer in Bodenmechanik war und ab 1993 Gastprofessor. 1983 war er Gastprofessor am Massachusetts Institute of Technology und 1999/2000 Gastprofessor in Singapur. Er ist weltweit als beratender Ingenieur tätig und Mitgründer der Geotechnical Consulting Group (GCG).
Zu seinen Projekten gehörte unter anderem die Gullfaks C Bohrinsel, der Hong Kong International Airport und die Rio-Andirrio-Brücke.
1998 hielt er die Rankine Lecture (Soil characterisation: the importance of structure and anisotropy). 1993 erhielt er den Preis der British Geotechnical Society.
Seit 2001 ist er Fellow der Royal Academy of Engineering und seit 1997 der Institution of Civil Engineers. 2016 wurde er zum Mitglied der Royal Society gewählt.
Von 1994 bis 2001 war er Vorsitzender des Komitees der International Society for Soil Mechanics and Geotechnical Engineering für Bodenprobenentnahme (Soil Sampling).